# Grigorij Najdienkow
Grigorij Pawłowicz Najdienkow (ros. Григорий Павлович Найденков, ur. 1889 w Smoleńsku, zm. 30 maja 1919 w Wilnie) – działacz komunistyczny na Litwie i Białorusi.

## Życiorys
Uczył się w szkole artystycznej w Kijowie, służył w rosyjskiej armii, 1906 wstąpił do SDPRR. W kwietniu 1918 został przewodniczącym Sownarchozu obwodu zachodniego, później był przewodniczącym Kolegium ds. Jeńców i Uchodźców z Komuny Zachodniej, od 31 grudnia 1918 do 4 marca 1919 był członkiem Centralnego Biura Komunistycznej Partii (bolszewików) Białorusi. Od 1 stycznia do 28 lutego 1919 przewodniczący Centralnego Kolegium ds. Jeńców i Uchodźców Białoruskiej SRR, od 27 lutego do 23 maja 1919 członek Prezydium Centralnego Komitetu Wykonawczego (CIK) Litwy i Białorusi, od 6 marca do maja 1919 członek KC Komunistycznej Partii Litwy i Białorusi.
23 maja 1919 aresztowany, 29 maja 1919 skazany na śmierć przez Najwyższy Trybunał Rewolucyjny przy CIK Litwy i Białorusi, następnie rozstrzelany. 22 września 1998 pośmiertnie zrehabilitowany przez Prezydium Sądu Najwyższego Białorusi.